# Birmana
Birmana is een geslacht van rechtvleugeligen uit de familie doornsprinkhanen (Tetrigidae). De wetenschappelijke naam van dit geslacht is voor het eerst geldig gepubliceerd in 1893 door Brunner von Wattenwyl.

## Soorten
Het geslacht Birmana  is monotypisch en omvat slechts de volgende soort:
- Birmana gracilis (Brunner von Wattenwyl, 1893)